# Смерть Діани, принцеси Уельської
Діана, принцеса Уельська, загинула 31 серпня 1997 року внаслідок травм, отриманих в автокатастрофі на мосту Альма в автомобільному тунелі в Парижі, Франція. Окрім Діани загинув також інший пасажир — єгипетський продюсер Доді аль-Файєд та водій Мерседес-Бенца S280 — Анрі Поль. Охоронець Діани та Аль-Файєда, Тревор Ріс-Джонс отримав численні травми, однак залишився живим.
Хоча ЗМІ звинуватили папараці в переслідуванні автомобіля, 18-місячне французьке судове розслідування встановило, що катастрофа сталася з вини Поля, який втратив керування на високій швидкості, оскільки був у стані алкогольного сп'яніння. Поль був заступником начальника служби безпеки в готелі «Рітц», а ще раніше велів папараці чекати зовні готелю. Можливо, його сп'яніння посилило вплив антидепресантів і сліди заспокійливого нейролептика, виявлені в його організмі. Слідство прийшло до висновку, що фотокореспондентів не було поруч з автомобілем, коли він розбився.
В лютому 1998 року батько Доді Мохаммед Аль-Файєд (власник готелю «Рітц», де працював Поль) заявив, що аварія стала результатом змови, і пізніше стверджував, що аварія була організована МІ-6 за завданням королівської сім'ї. Його позови були відхилені французьким судовим слідством і по операції Пагет, служби столичної поліції з розслідування, яке завершилося в 2006 році. Судове слідство на чолі з Лорд-суддею Скоттом Бейкером про загибель Діани і Доді розглядалося Королівським судом, в Лондоні 2 жовтня 2007 року і стало продовженням розслідування, яке почалося в 2004 році. 7 квітня 2008 року присяжні дійшли висновку, що Діана і Доді стали жертвами «вбивства з необережності» з вини шофера Поля і водіїв інших транспортних засобів. Додатковими факторами було «погіршення орієнтації водія Мерседеса, викликане алкогольним сп'янінням».

## ДТП

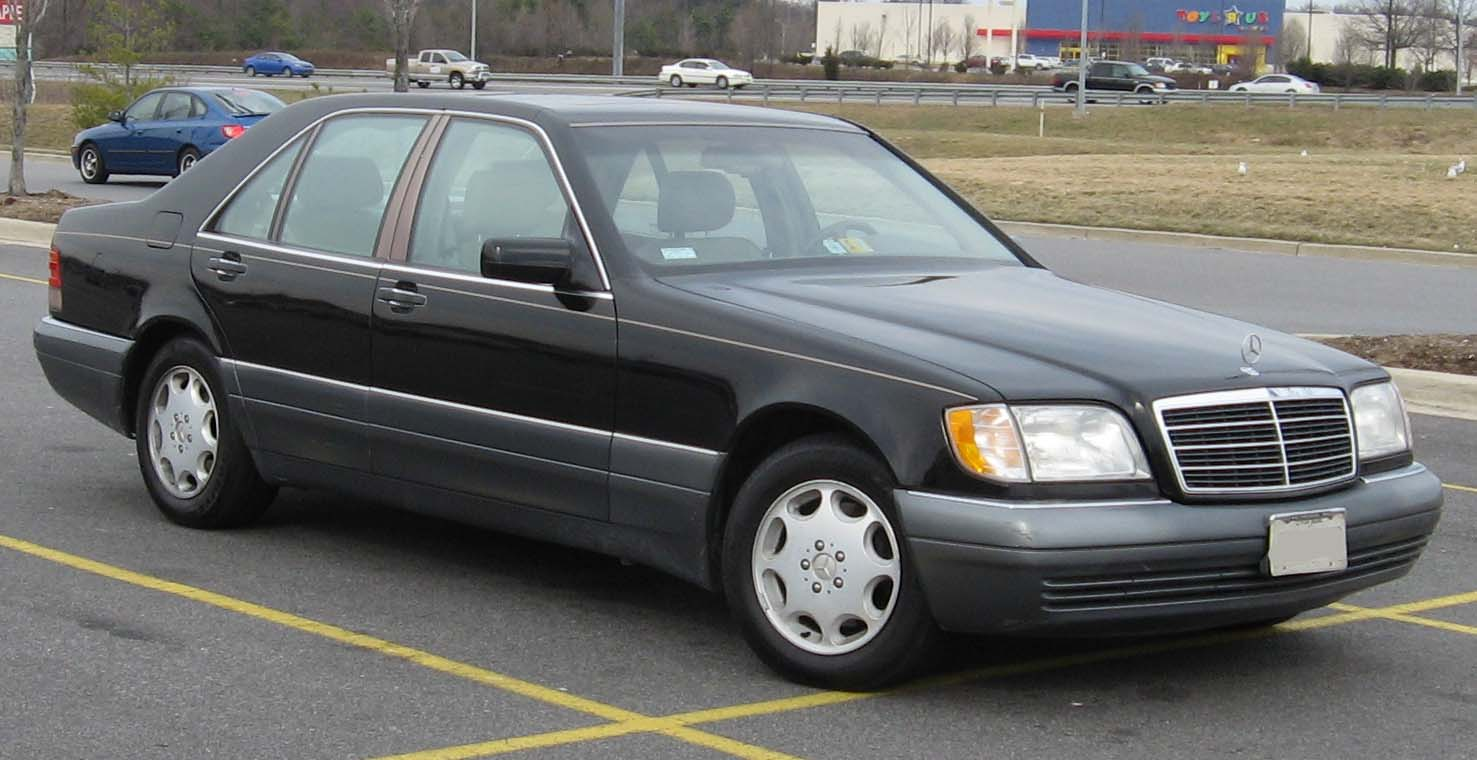
Авто, подібне до того, в якому загинула принцеса Діана

В суботу, 30 серпня 1997 року, Діана покинула Сардинію на приватному літаку і прибула до Парижа з Доді Аль-Файєдом, сином Мохаммеда Аль-Файєда. Вони зупинилися там на шляху до Лондона, провівши попередні дев'ять днів разом на борту яхти «Jonikal» Мохаммеда Аль-Файєда на французькій та італійській Рив'єрі. Вони мали намір залишитися там на ніч.
Анрі Полю, заступнику начальника служби безпеки в готелі «Рітц», було доручено виконувати роль водія чорного Мерседес-Бенц S280, щоб сховатися від папараці. Автомобіль з приманкою покинув «Рітц» спочатку з головного входу на Вандомську площу, залучаючи натовп фотографів. Діана і Доді потім відійшли від готелю із заднього входу в Рю Камбон приблизно о 00:20 31 серпня, прямуючи до квартири на Рю Арсен Хаузсей. Вони були на задніх сидіннях. Тревор Ріс-Джонс, член команди особистої сімейної охорони, був (праворуч) на передньому пасажирському сидінні.
Після відходу з Рю Камбон і перетину Площі Згоди, вони їхали по Курей-ла-Рен і вулиці Курей-Алберт — по набережній вздовж правого берега річки Сени — прямуючи в підземний тунель Альма. Приблизно о 00:23, біля входу в тунель, Поль не впорався з керуванням; автомобіль занесло вліво двосмугової проїзної частини до зіткнення лоб в лоб з 13-м стовпом, що підтримує дах, за оцінками, на швидкості 105 км/год. Потім він розвернувся і відлетів від кам'яної стіни тунелю назад, після чого зупинився. Ударом завдано значних ушкоджень, особливо в передній частині транспортного засобу, оскільки було відсутнє огородження між стовпами, щоб запобігти цьому.
У травні 2017 року з'явилися відомості про те, що автомобіль Мерседес-Бенц S280, куплений вперше у вересні 1994 року, за три місяці був викрадений і потрапив в ДТП, в результаті якого кілька разів перекинувся. Після цього автомобіль був відновлений і проданий в готель Рітц Паризьким автоклубом, а за два місяці до трагедії було виявлено, що при русі автомобіля на швидкості понад 60 км/год він погано керується.

## Наслідки
У той час, як жертви продовжували лежати в розбитому автомобілі, фотографи, які їхали повільніше і, відповідно, перебували на певній відстані від Мерседеса, досягли місця події. Деякі кинулися на допомогу, намагалися відкрити двері і допомогти постраждалим, інші робили фотографії. Важко поранена Діана, як повідомлялося, неодноразово промовляла: «Боже мій!», а після того, як фотографи та інші помічники були відтіснені поліцією: «Дайте мені спокій».
Аль-Файєд сидів на лівому задньому пасажирському сидінні і, очевидно, вже тоді був мертвим. Пожежні офіцери все ще намагалися реанімувати його. Його смерть констатовано о 1:32. Поль був оголошений мертвим, коли його відтягнули від уламків. Обидва були доставлені в Інститут Судово-медичної експертизи (ІСЕ), паризький морг, а не в лікарню.
Ще при свідомості, Різ-Джонс отримав множинні серйозні травми обличчя. Подушка безпеки переднього пасажирського сидіння функціонувала нормально. У пасажирів не було ременів безпеки. Діана, яка сиділа на задньому правому пасажирському сидінні, була ще при свідомості. Спочатку було повідомлено, що вона перебувала на підлозі автомобіля спиною до дороги. Також повідомлялося, що фотограф описав її стан як: кровотеча з носа і вух, а голова її лежала на спинці переднього пасажирського сидіння. Він намагався дістати її з машини, але ноги застрягли. Потім той сказав їй, що допомога вже в дорозі, і просив не втрачати свідомості; ніякої відповіді від неї не надійшло, вона просто моргнула.
У червні 2007 року на телеканалі «Channel 4» в документальному фільмі «Діана» свідки стверджували, що перша людина, яка торкнулася Діани, був Доктор Майлз, який випадково натрапив на місце події. Він повідомив, що Діана не мала ніяких видимих тілесних ушкоджень, але була в шоці, і він забезпечив її киснем.
Перший патруль поліцейських прибув о 00:30. Незабаром після цього сім папараці на місці події були заарештовані. Діана була витягнута з автомобіля о 1:00 ночі, після чого у неї стався серцевий напад. Після зовнішньої серцево-легеневої реанімації її серце знову почало битися. Вона була переведена в машину швидкої допомоги о 1:18, яка виїхала з місця події о 1:41 і прибула в лікарню о 2:06. Незважаючи на спроби врятувати її, її внутрішні пошкодження були значними: серце було зміщено в праву сторону грудей, що розірвало легеневу вену і перикард. Незважаючи на тривалі реанімаційні спроби, включаючи внутрішній масаж серця, вона померла о 4:00 ранку.
Того ж дня Жан-П'єр Шевенман (французький міністр внутрішніх справ), французький прем'єр-міністр Ліонель Жоспен, Бернадетт Ширак (дружина французького Президента, Жака Ширака) і Бернар Кушнер (французький міністр охорони здоров'я), відвідали палату, де лежало тіло Діани, і віддали останню шану. Після їх візитів, англіканський Архідиякон Франції, отець Мартін Дрейпер, прочитав подячні молитви.
Близько 2:00 ночі, колишній чоловік Діани, Чарльз, і дві її старші сестри, Сара Маккоркодейл і Джейн Феллоуз, прибули до Парижа.
Початкові повідомлення в ЗМІ заявили, що автомобіль Діани зіткнувся з стовпом зі швидкістю 190 км/год, і що стрілка спідометра застрягла в цьому положенні. Пізніше було оголошено, що швидкість автомобіля у момент зіткнення була близько 95-110 км/год, і що спідометр був цифровим. Це суперечить списку наявного обладнання та функцій «Мерседес-Бенца» W140 S-класу, в якому використовувався аналоговий спідометр з керованим комп'ютером, без цифрового зчитування. З іншого боку, Daimler-Benz повідомив, що «коли Мерседес потрапляє в аварію, спідометр автоматично повертається до нуля». Автомобіль, безумовно, їхав набагато швидше, ніж обмеження швидкості 50 км/год, і швидше, ніж було дозволено в підземному тунелі.
У 1999 році французьке слідство дійшло висновку, що Мерседес зіткнувся з іншим транспортним засобом (білий «Fiat Uno») в тунелі. Очевидці події повідомляли, що бачили таку машину в тунелі, і вона зникла відразу після аварії. Існує версія, що Фіат підрізав Мерседес, і саме це і стало причиною аварії. Французький фотограф Джеймс Андансон, який раніше вже фотографував Діану разом з Аль-Файєдом, володів якраз такою ж машиною, і на нього впали підозри. Однак слідів зіткнення на машині Андансона не знайшли, і у самого фотографа було алібі. Незабаром після зазначених подій Андансон продав свій Фіат, а рік по тому Андансона знайшли мертвим, але визнали його смерть самогубством.
18-місячне французьке судове розслідування в 1999 році дійшло висновку, що аварія була викликана Полем, який втратив контроль над автомобілем на високій швидкості в стані алкогольного сп'яніння.